# The Adicts
The Adicts són una banda llegendària de punk rock britànica, amb més de 31 anys de carrera musical, sempre mantenint la mateixa filosofia i els mateixos membres, va ser precursora del punk rock en la dècada de 1980.

## Història
Els seus inicis van ser en l'any 1975 sent el seu primer nom Afterbirths; l'any següent es van canviar de nou de nom passant a ser The Pinz, però com hi havia una altra banda amb el mateix nom van decidir canviar-se de nou a Addicts. Un altre any després van decidir que el millor nom seria  The Adicts, una decisió que els va causar alguns problemes amb la premsa.
Un cop amb aquest mateix nom aquests nois de Suffolk, es van dedicar els dos anys següents a donar concerts en el seu districte i comtat, però el 18 d'agost de 1979 van donar el seu primer concert a Londres al barri de Camden i al local Breakneck.
El segell discogràfic Dinning Out va ser la seva primera casa i el seu primer treball va ser "Lunchtime with The Adicts". Amb aquest disc van vendre 10.000 còpies i van ser número dos a les llistes independents del Regne Unit. El productor musical John Peel els va veure i va decidir fitxar-los, no sense l'oposició del segell Dinning Out, que aleshores només els havia pagat 23 lliures.
Vist el panorama van decidir crear el seu propi segell i treure el seu primer Lp titulat "Songs of Praise" que ells mateixos van finançar amb un crèdit bancari, enregistrat i mesclat en 24 hores. Aquest disc mostra la veritable força de The Adicts, sent al seu torn la primera vegada que adoptaven nou vestuari basat en els bombins de la pel·lícula "A Clockwork Orange". Això semblava contradictori, adoptar una imatge divertida dins del món Punk. Això ho van deixar clar i demostrant que els bombins només eren una nota de color dins dels seus concerts i que els pantalons de cuir, els texans i la mohicans s'adaptaven perfectament també al seu vestuari.
La seva aposta personal va donar resultat i en un parell de setmanes van recuperar els diners que havien demanat per gravar amb el seu propi segell i van ser fitxats per Fall Out Records, que tenien una millor distribució.
El juliol de l'any 1982 van gravar un altre disc titulat "Sound of Music". Un disc que demostra que The adicts són una banda divertida dins el Punk. L'any següent va portar un altre canvi de discogràfica Razor i un nou disc "Bad Boy". L'èxit no els era aliè i la BBC els va qualificar com un grup divertit amb el seu següent single titulat "Bad Boy".
Arrasaven allà per on passaven i els seus concerts eren ple segur, no només en UK, els Estats Units també van saber dels seus èxits en diverses gires en una d'elles sent el seu teloner una banda que aleshores començava a Sunderland, Toy Dolls.
L'any 1984 reben una oferta de la Warner per 180.000 lliures, i l'any 1985 treuen un nou disc titulat "This is our life" en el qual recuperen algunes cançons del seu àlbum debut. Fan una tirada limitada de 4 cançons de cares B el novembre de 1985 i són venudes en un parell de dies.
Després de 31 anys junts, amb els membres originals des de sempre, Adicts el 2009 decideixen llançar un àlbum nou amb el segell discogràfic de People Like You, titulatLife Goes Oni fer una edició amb un DVD amb escenes de la gira ambToten Hosen Tour 2009.

## Integrants
- Kid Dee-Bateria
- Keith Warren Monkey-Vocalista
- Pete Dee-Guitarra
- Scruff-Guitarra
- Mel Ellis-Baix
- Danny Graciani-Teclat.

## Discografia

### LP's
- 1981 - Songs of Praise
- 1982 - Sound of Music
- 1985 - Smart Alex
- 1986 - Fifth Overture
- 1992 - Tweenty Seven
- 2002 - Rise & Shine
- 2004 - Rollercoaster
- 2008 - Songs of Praise (Reedition)
- 2009 - Life Goes On
- 2012 - All the Young Droogs
- 2017 - And it was so![4]

### Directes i Recopilatoris
- 1983 - This is Your Life.
- 1990 - Rockers Into Orbit.
- 1997 - The Complete Singles Collection.
- 1997 - Ultimate Adiction - The Best of.
- 1998 - The Very Best.
- 2000 - Jocker in the Pack.
- 2004 - This is your Life II.
- 2005 - Made in England.